# Lungfish
Lungfish ist eine Post-Hardcore-Band aus dem US-amerikanischen Baltimore, die seit 1987 besteht.

## Geschichte
Die Band gründete sich 1987. Sänger Higgs und Gitarrist Osborne hatten vorher gemeinsam in der Hardcore-Band Reptile House gespielt. Komplettiert wurde das Quartett durch Bassist John Chriest und Schlagzeuger Mitchell Feldstein. Bis auf den Posten des Bassisten blieb das Line-up der Band stets stabil.
1993 absolvierten Lungfish eine achtwöchige Europatournee. 1995 gründete die Band ein eigenes Plattenlabel, Walker Records, dass es aber nur auf vier Veröffentlichungen brachte.
Die Band hat sich nie aufgelöst, veröffentlicht aber seit 2005 keine Tonträger mehr und tritt nicht mehr auf. 2012 veröffentlichte ihr Label Dischord Records, auf dem alle ihre Alben mit Ausnahme des ersten erschienen, eine Kompilation bisher unveröffentlichter Titel und Aufnahmen.
Sänger Daniel Higgs veröffentlicht in unregelmäßigen Abständen Soloalben, singt für die experimentelle Rockband Skull Defekts, arbeitet in Baltimore als Tätowierer und veröffentlichte 1996 einen Gedichtband. Gemeinsam mit seiner Frau, der japanischen Fotografin Fumie Ishii, spiel er in der Band Fountainsun.
Gitarrist Asa Osborne spielt seit 2008 hauptsächlich mit der schwedischen Sängerin Hanna Olivegren als Duo Zomes und arbeitet als DJ. Bassist Sean Meadows spielte seit Beginn der Veröffentlichungspause von Lungfish bei den Indie-Rockbands June of 44, The Sonora Pine und HiM. Schlagzeuger Mitchell Feldstein hat zwei Gedichtbände bei Independent-Verlagen veröffentlicht. Der ehemalige Bassist Nathan Bell nahm in den 2000er- und 2010er-Jahren insgesamt acht Soloalben auf.

## Stil und Rezeption
Das Baltimorer Wochenmagazin City Paper bezeichnet Lungfish als "eine der verehrtesten Bands" der Stadt und verweist darauf, dass sie die einzige bedeutende Band auf Dischord Records sei, die nicht aus Washington komme. Das Magazin kennzeichnete die Musik von Lungfish als basierend auf der Musik von The Fall, erweitert um das exzessiv eingesetzte Stilelement der Repetition. Auch das Pitchfork-Magazin aus Chicago hob das Stilmittel der Repetition in der Musik Lungfishs heraus und befand, die Band "verkörpere den Innovationsgeist der Post-Hardcore-Ära". Zu Beginn ihrer Karriere habe die Band einen "rockorientierten Proto-Grunge-Sound" an den Tag gelegt, diesen aber zu Gunsten eines von Pitchfork-Redakteur Jason Heller "Cosmic Groove" genannten Stils abgelegt, der die repetitiven Strukturen des Krautrock und halluzinatorische Texte mit der klar definierten Geisteshaltung des Post-Hardcore kombiniere. Für Allmusic bezeichnete Ron DePasquale Lungfish als "Emo-Band" und ihre Musik als "hochintensiv und minimalistisch aber komplex". Das Magazin Dangerous Minds bezeichnete die Musik der Band in einer Retrospektive als "repetitiv, meditativ und kosmisch". Ein typisches Lied der Band verzichte auf typische Rock-Elemente wie einen Refrain oder eine Bridge, sondern bestünde nur aus einem zyklischen Gitarrenriff, über das der "imposante, bärtige, schamanenartige" Daniel Higgs seine "lysergischen Deklamationen" lege, die "wie Bibelstellen" klängen.

## Diskografie
- 1990: Necklace of Heads (Simple Machines)
- 1992: Talking Songs for Walking (Dischord Records)
- 1993: Rainbows from Atoms (Dischord)
- 1994: Pass and Stow (Dischord)
- 1996: Sound in Time (Dischord)
- 1997: Indivisible (Dischord)
- 1998: Artificial Horizon (Dischord)
- 1999: The Unanimous Hour (Dischord)
- 2000: Necrophones (Dischord)
- 2003: Love Is Love (Dischord)
- 2005: Feral Hymns (Dischord)
- 2012: A.C.R. 1999 (Kompilation, Dischord)